# Carin Cone
Carin Cone (n. 18 aprilie 1940, Huntington⁠(d), New York, SUA) este o înotătoare ce a reprezentat Statele Unite ale Americii, medaliată olimpică. A participat la o ediție a Jocurilor Olimpice (1956) în care a câștigat două medalii de argint.